# 漳浦飛行場
漳浦飛行場（しょうほひこうじょう）は中華人民共和国福建省漳州市漳浦県にある中国人民解放軍の軍用飛行場・ヘリポート。陸軍の航空基地であるとされており、「漳浦陸軍航空基地・無人機基地」と称されることもある。

## 概要
2021年3月頃、建設中の様子が衛星写真の情報から報じられた。人民解放軍による公式発表はなく、正式な名称は不明であるが、中国語では漳浦军用机场や漳浦机场、英語ではZhangpu AirbaseやZhangpu Airportなどといった表記が存在する。回転翼機（ヘリコプター）向けの飛行場である。
台湾有事を想定して作られた基地の1つと見られており、台湾本土から約241キロメートル、澎湖島からは約177キロメートル、金門島からは約80キロメートル、東沙諸島からは約386キロメートルの位置にある。

## 設備
滑走路・ヘリパッド・誘導路
600メートルの滑走路が1本と、駐機場と兼用される1700メートルの予備滑走路が1本ある。また、基地の北側には10カ所のヘリパッドがあり、加えて予備滑走路上には17カ所のマーキングがある。このような規模から、ヘリコプター用の基地としては大規模なものであるとみなされている。
この設備は戦闘機の運用に十分であるとの見方もあるが、滑走路が簡素な作りであるため、戦闘機を含む有人固定翼機の運用を想定しているものではないとの見方もある。
格納庫
2021年2月付けの衛星画像では、格納庫のうち18棟が建設済みで、9棟が建設中であった。

## 配置される航空機・部隊
2024年4月時点での情報では、中国人民解放軍陸軍東部戦区第73集団軍の第73陸軍航空兵旅団の隷下部隊が所在するとされている。
2020年12月には20機のヘリコプター、2021年2月の衛星画像ではMi-8あるいはMi-17が3機確認されている。
台湾メディアは、ヘリコプターだけでなく無人航空機（UAV、ドローン）が運用される可能性を指摘している。